# Charinus gertschi
Espèce
Charinus gertschi est une espèce d'amblypyges de la famille des Charinidae.

## Distribution
Cette espèce se rencontre au Guyana, au Suriname, au Venezuela au Bolívar,.

## Description
La carapace du mâle décrit par Miranda, Giupponi, Prendini et Scharff en 2021 mesure 3,92 mm de long sur 5,44 mm.

## Étymologie
Cette espèce est nommée en l'honneur de Willis John Gertsch.

## Publication originale
- Goodnight & Goodnight, 1946 : « A new species of Pedipalp from South America. » Transactions of the American Microscopical Society, vol. 65, no 4, p. 323-327.